# Martin Flörchinger
Martin Flörchinger (* 9. Oktober 1909 in Geisenhausen als Martin Paintner-Flörchinger; † 27. Oktober 2004 in Vilsbiburg) war ein deutscher Schauspieler.

## Leben
Als Sohn des Schauspielerehepaars Ernst Flörchinger und Anna Paintner 1909 in Niederbayern geboren, war für Flörchinger der künstlerische Lebensweg bereits vorgezeichnet. Von 1929 bis 1932 absolvierte er seine künstlerische Ausbildung an der Schauspielschule in Leipzig, wo er auch sein Bühnendebüt gab. Weitere Theaterengagements u. a. in Stettin, Gera, Frankfurt, Dortmund, Königsberg, Darmstadt und Leipzig sollten folgen. 1953 engagierte ihn Wolfgang Langhoff an das Deutsche Theater in Berlin, wo er ab 1956 am Berliner Ensemble spielte. Daneben war er auch als Schauspielpädagoge in Berlin und Leipzig tätig.
1951 gab Martin Flörchinger in der DEFA-Produktion Die Meere rufen sein Spielfilmdebüt. Drei Jahre später verkörperte er Karl Liebknecht in Kurt Maetzigs erfolgreichem Filmepos Ernst Thälmann – Sohn seiner Klasse sowie ein Jahr später in dessen Fortsetzung Ernst Thälmann – Führer seiner Klasse, wenn auch nicht mehr in der Rolle Liebknechts, sondern als Volksdelegierter aus dem Saargebiet. Daneben spielte Flörchinger in Konrad Wolfs kritischem Gegenwartsfilm Der geteilte Himmel, im Agententhriller For Eyes Only, im Kriegsdrama Die Abenteuer des Werner Holt, in der Märchenverfilmung König Drosselbart (mit Manfred Krug in der Titelrolle) und neben Donatas Banionis in Konrad Wolfs Goya.
Für seine künstlerische Leistung wurde Flörchinger 1967 und 1972 mit dem Nationalpreis der DDR ausgezeichnet. Darüber hinaus erhielt er 1962 den Kunstpreis der DDR sowie 1964 den Kunstpreis des FDGB.
1976 siedelte der mittlerweile 66-Jährige aus der DDR in die Bundesrepublik Deutschland über, wo er weiterhin als Schauspieler an Bühne (Münchner Kammerspiele), Film und Fernsehen tätig war. Zweimal spielte er unter der Regie Hans W. Geißendörfers in Kinofilmen – 1976 in Die Wildente (mit Jean Seberg, Anne Bennent, Bruno Ganz, Peter Kern und Heinz Bennent) und zwei Jahre später in Die gläserne Zelle. Er spielte in Literaturverfilmungen wie Ein Kapitel für sich nach Walter Kempowski und Die Geschwister Oppermann nach Lion Feuchtwanger sowie in zahlreichen Fernsehproduktionen wie der Krimiserie SOKO 5113.
Daneben arbeitete Martin Flörchinger in der DDR und der Bundesrepublik als Sprecher für Synchronisation und Hörfunk. So lieh er 1982 in der Hörspielproduktion des BR von Douglas Adams’ Per Anhalter durch die Galaxis sowie deren 1991 vom SWF produzierten Fortsetzung dem paranoiden Androiden „Marvin“ seine Stimme.
Darüber hinaus war Flörchinger ein leidenschaftlicher Zeichner. Außerdem nahm er eine komplette Neuübersetzung von Shakespeares 154 Sonetten vor, die unter dem Titel Und Narren urteil'n über echtes Können 1996 veröffentlicht wurden.
Auch seine Tochter Wera Paintner und sein Schwiegersohn Wolfgang Dehler arbeiteten als Schauspieler. Sein Enkel Thomas Dehler ist ebenfalls Schauspieler und sowohl am Theater (u. a. in Rostock, Magdeburg, Leipzig) als auch in Film, Fernsehen und als Hörbuchsprecher tätig.
Sein schriftlicher Nachlass befindet sich im Archiv der Akademie der Künste in Berlin.

## Sonstiges
Ein Teilnachlass befindet sich im Fritz-Hüser-Institut für Literatur und Kultur der Arbeitswelt in Dortmund. Das Findbuch ist online abrufbar.
Im Vorlass von Detlev und Wera Blanke im Bundesarchiv – Stiftung Archiv der Parteien und Massenorganisationen der DDR im Bundesarchiv (SAPMO) in Berlin-Lichterfelde befindet sich unter der Signatur NY 4604 vorl. 216 eine Zusammenstellung über Flörchingers künstlerisches Schaffen.

## Filmografie (Auswahl)
- 1951: Die Meere rufen
- 1952: Geheimakten Solvay
- 1954: Ernst Thälmann – Sohn seiner Klasse
- 1955: Ernst Thälmann – Führer seiner Klasse
- 1955: Hotelboy Ed Martin
- 1955: Robert Mayer – Der Arzt aus Heilbronn
- 1956: Thomas Müntzer – Ein Film deutscher Geschichte
- 1957: Polonia-Express
- 1958: Tatort Berlin
- 1958: Unternehmen Teutonenschwert (Sprecher)
- 1958: Die Mutter (Theateraufzeichnung)
- 1959: Verwirrung der Liebe
- 1959: Ehesache Lorenz
- 1959: Der kleine Kuno
- 1960: Seilergasse 8
- 1963: For Eyes Only
- 1963: Rauhreif (TV)
- 1963: Bonner Pitaval: Die Affäre Heyde-Sawade (Fernsehreihe)
- 1963: Jetzt und in der Stunde meines Todes
- 1963: Reserviert für den Tod
- 1963: Lucie und der Angler von Paris (Fernsehfilm, Erzähler)
- 1963: Julia lebt
- 1964: Der geteilte Himmel
- 1964: Viel Lärm um nichts
- 1964: Doppelt oder nichts (TV-Zweiteiler)
- 1965: Chronik eines Mordes
- 1965: Die Abenteuer des Werner Holt
- 1965: König Drosselbart
- 1965: Der gewöhnliche Faschismus (Deutscher Sprecher)
- 1966: Ohne Kampf kein Sieg
- 1966: Die Tage der Commune (Theateraufzeichnung)
- 1966: Lebende Ware
- 1967: Die Räuber (Fernsehfilm)
- 1967: Die Fahne von Kriwoj Rog
- 1967: Turlis Abenteuer
- 1967: Geschichten jener Nacht (Episode 2 und 3)
- 1968: Abschied
- 1969: Käuzchenkuhle
- 1970: Dr. med. Sommer II
- 1970: Junge Frau von 1914 (Fernsehfilm)
- 1971: Goya
- 1972: Die Bilder des Zeugen Schattmann (TV)
- 1973: Stülpner-Legende (TV)
- 1974: Der Leutnant vom Schwanenkietz (TV)
- 1974: Der aufhaltsame Aufstieg des Arturo Ui (Theateraufzeichnung)
- 1974: Das Schilfrohr (Fernsehfilm)
- 1975: Steckbrief eines Unerwünschten (Fernsehfilm)
- 1976: Mann gegen Mann
- 1976: Die Wildente
- 1977: Grete Minde
- 1978: Die gläserne Zelle
- 1979: Theodor Chindler (TV)
- 1979: Ein Kapitel für sich (TV-Dreiteiler)
- 1983: Die Geschwister Oppermann (TV)
- 1986: Irgendwie und Sowieso (TV)
- 1988: Faust – Vom Himmel durch die Welt zur Hölle
- 1996: Doktor Knock (TV)

## Theater
- 1952: Romain Rolland: Robespierre (Robespierre) – Regie: Arthur Jopp (Leipziger Städtisches Schauspielhaus)
- 1954: Albert Maltz Hotelboy Ed Martin (Anwalt) – Regie: Ernst Kahler (Deutsches Theater Berlin – Kammerspiele)
- 1955: Gerhart Hauptmann: Vor Sonnenuntergang (Professor Geiger) – Regie: Wolfgang Heinz (Deutsches Theater Berlin)
- 1957: Bertolt Brecht: Leben des Galilei (Sagredo) – Regie: Erich Engel (Berliner Ensemble)
- 1957: Bertolt Brecht: Der gute Mensch von Sezuan (Polizist) – Regie: Benno Besson (Berliner Ensemble)
- 1957: Bertolt Brecht: Furcht und Elend des Dritten Reiches – Regie: Lothar Bellag/Käthe Rülicke/Konrad Swinarski/Carl M. Weber/Peter Palitzsch (Berliner Ensemble)
- 1958: Wsewolod Wischnewski: Optimistische Tragödie – Regie: Manfred Wekwerth/Peter Palitzsch (Berliner Ensemble)
- 1960: Bertolt Brecht: Die Dreigroschenoper (Ganove) – Regie: Erich Engel (Berliner Ensemble)
- 1961: Helmut Baierl: Frau Flinz (Fabrikant Neumann) – Regie: Manfred Wekwerth/Peter Palitzsch (Berliner Ensemble)
- 1962: Bertolt Brecht: Die Tage der Commune – Regie: Manfred Wekwerth/Joachim Tenschert (Berliner Ensemble)
- 1963: Bertolt Brecht: Schweyk im Zweiten Weltkrieg (Schweyk) – Regie: Erich Engel/Wolfgang Pintzka (Berliner Ensemble)
- 1965: Heinar Kipphardt: In der Sache J. Robert Oppenheimer (Isaak Rabi) – Regie: Manfred Wekwerth/Joachim Tenschert (Berliner Ensemble)
- 1966: Sean O’Casey: Purpurstaub (O’Flaherty) – Regie: Hans-Georg Simmgens (Berliner Ensemble)
- 1969: Bertolt Brecht: Das Manifest (Brechtabend Nr. 5) – Regie: Klaus Erforth/Alexander Stillmark (Berliner Ensemble)
- 1969: Helmut Baierl: Johanna von Döbeln (Richter) – Regie: Manfred Wekwerth/Helmut Rabe (Berliner Ensemble)
- 1971: Bertolt Brecht: Leben des Galilei (Sagredo) – Regie: Fritz Bennewitz (Berliner Ensemble)
- 1973: Bertolt Brecht: Turandot oder der Kongress der Weißwäscher (Bauer Sen) – Regie: Wolfgang Pintzka/Peter Kupke (Berliner Ensemble)
- 1973: Heiner Müller: Zement (Ingenieur Kleist) – Regie: Ruth Berghaus (Berliner Ensemble)
- 1974: Bertolt Brecht nach Christopher Marlowe: Leben Eduards des Zweiten von England – Regie: Ekkehard Schall/Barbara Berg (Berliner Ensemble)

## Hörspiele
Regie
- 1954: Friedrich Schiller: Die Räuber (Rundfunk der DDR)
- 1955: Leonhard Frank: Die Ursache (Rundfunk der DDR)
- 1956: William Shakespeare: Hamlet, Prinz von Dänemark (Rundfunk der DDR)
- 1970: Sophokles: Die Antigone des Sophokles (Rundfunk der DDR)

Schauspieler
- 1955: A. G. Petermann: Die Premiere fällt aus (VP-Oberrat Koch) – Regie: Herwart Grosse (Kriminalhörspiel – Rundfunk der DDR)
- 1955: Zdzislaw Skowronski/ Josef Slotwinski: Der Geburtstag des Direktors (Direktor der Zentrale) – Regie: Helmut Hellstorff (Hörspiel – Rundfunk der DDR)
- 1958: Edith Mikeleitis: Johann Georg Forster in Mainz (Simon) – Regie: Richard Hilgert (Rundfunk der DDR)
- 1958: Henrik Ibsen: Stützen der Gesellschaft (Konsul Richard Bernick) – Regie: Herwart Grosse (Hörspiel – Rundfunk der DDR)
- 1959: Friedrich Karl Kaul/Walter Jupé: Alles beim alten (Dipl.-Ing. Egon Stutterberg) – Regie: Gert Beinemann (Hörspiel – Rundfunk der DDR)
- 1961: Anna und Friedrich Schlotterbeck: Modellfall Brettheim – Regie: Detlev Witte (Hörspieldokumentation – Rundfunk der DDR)
- 1961: Klaus Glowalla: Mordprozeß Consolini – Regie: Fritz-Ernst Fechner (Hörspiel – Rundfunk der DDR)
- 1961: Jane Kavcic: Zug Nr. 612 (Karel) – Regie: Wolfgang Brunecker (Hörspiel – Rundfunk der DDR)
- 1961: Klaas Smelik: Der Untergang der Eppie Reina (Kapitän Nijboer) – Regie: Edgar Kaufmann (Hörspiel – Rundfunk der DDR)
- 1962: Manfred Bieler: Die linke Wand (Morandes) – Regie: Werner Grunow (Rundfunk der DDR)
- 1963: Rolf Gumlich/Ralph Knebel: Zwischenbilanz – Regie: Helmut Hellstorff (Rundfunk der DDR)
- 1965: Peter Weiss: Die Ermittlung (Ankläger) – Regie: Wolfgang Schonendorf (Oratorium in 11 Gesängen – Rundfunk der DDR)
- 1966: Bernhard Seeger: Hannes Trostberg (Jupp Keuner) – Regie: Theodor Popp (Hörspiel (3 Teile) – Rundfunk der DDR)
- 1967: Klaus Beuchler: Alltag eines Arztes (Chefarzt Hausen) – Regie: Uwe Haacke (Hörspiel – Rundfunk der DDR)
- 1968: Erich Schlossarek: Risiko – Regie: Fritz Göhler (Rundfunk der DDR)
- 1968: Gerhard Rentzsch: Am Brunnen vor dem Tore (Reitlinger) – Regie: Hans Knötzsch (Hörspiel – Rundfunk der DDR)
- 1969: Ralph Knebel: Rücksicht auf einen Brigadier (Willy) – Regie: Edgar Kaufmann (Hörspiel – Rundfunk der DDR)
- 1969: Friedrich Dürrenmatt: Abendstunde im Spätherbst (Fürchtegott Hofer, Besucher) – Regie: Werner Grunow (Kriminalhörspiel – Rundfunk der DDR)
- 1970: Ève Curie: Meine Mutter, Madame Curie (Eugene Curie) – Regie: Flora Hoffmann (Hörspielbearbeitung – Rundfunk der DDR)
- 1970: Jerzy Janicki: Die Ballade vom Fischer Antonin Karpfen (Karpfen) – Regie: Wojciech Maciejewski (Hörspiel – Rundfunk der DDR)
- 1970: Armand Lanoux: Der Hüter der Bienen (Capatas) – Regie: Fritz Göhler (Hörspiel – Rundfunk der DDR)
- 1970: Alexej Sergej: Der Sohn des Riesen (Der Alte) – Regie: Manfred Täubert (Kinderhörspiel – Rundfunk der DDR)
- 1971: Bertolt Brecht: Die Tage der Commune (Thiers und Bismarck) – Regie: Manfred Wekwerth/Joachim Tenschert (Hörspiel – Litera)
- 1973: Gisela Richter-Rostalski: Denkt lieber an Ewald (Ewald Lennert) – Regie: Manfred Täubert (Kinderhörspiel – Rundfunk der DDR)
- 1974: James Ngugi: Der schwarze Eremit – Regie: Albrecht Surkau (Hörspiel – Rundfunk der DDR)
- 1974: Rolf Gumlich: Krach in Dagenow (Hackbarth) – Regie: Werner Grunow (Hörspiel – Rundfunk der DDR)
- 1975: Jules Verne: Die Erfindung des Verderbens (Thomas Roch) – Regie: Andreas Scheinert (Kinderhörspiel – Litera)

## Veröffentlichung
- William Shakespeare, Und Narren urteil'n über echtes Können (Übersetzer), Berlin: 1996; ISBN 3-8280-0053-3.